# Tichys Einblick
Tichys Einblick ist der Titel eines seit 2014 erscheinenden Onlinemagazins des deutschen Journalisten und Publizisten Roland Tichy, der auch die namensgebende Kolumne beisteuert. Seit 2016 erscheint zudem monatlich eine gedruckte Zeitschrift gleichen Titels.
Das Medium bezeichnet sich selbst als „liberal-konservatives Meinungsmagazin“. Es versammelt in verschiedenen Formaten regelmäßige Beiträge von Kolumnisten sowie unregelmäßig Kommentare von einer Reihe von Autoren und Gastautoren zum politischen, wirtschaftlichen und kulturellen Geschehen. Die Gastbeiträge reichen im politischen Spektrum von Wirtschaftsliberalismus bis hin zum Rechtspopulismus.

## Selbstdarstellung
Tichys Einblick versteht sich als Plattform für Autoren des liberalen und konservativen Spektrums. Es beschreibt sich selbst explizit als Meinungsmagazin sowie als „Monatsmagazin für die liberal-konservative Elite; eine Zielgruppe, die die Nase voll hat vom bevormundenden Mainstream-Journalismus, die selber denkt, die die Wahrheit verträgt, die mehr über Hintergründe und Zusammenhänge erfahren möchte. Die die Dinge anschaut, wie sie sind und nicht so, wie man sie sich wünscht.“
Tichy selbst sieht sein Medium als „Stimme der Nachdenklichen und Aktiven“. Cora Stephan, selbst Gastautorin bei Tichys Einblick, lobte 2016 in der Neuen Zürcher Zeitung die Online-Zeitung zusammen mit der Achse des Guten als Plattform für „Intellektuelle“, die sich heute „woanders als in den hergebrachten Medien“ äußern würden, weil der Diskurs in Deutschland „unliebsame Meinungen“ ausschließe und Kritiker vorschnell in „die rechte Ecke“ stelle.

## Inhalte und Autoren
Die Publikation gliedert sich in sechs journalistische Ressorts: „Kolumnen“, „Gastbeitrag“, „Daili|Ess|Sentials“, „Meinungen“, „Feuilleton“ und „Wirtschaft“.
Zu den Autoren zählen oder zählten unter anderem Rafael Seligmann, der ehemalige FAZ-Herausgeber Hugo Müller-Vogg, Matthias Matussek, Wolfgang Herles, Bettina Röhl, Fritz Goergen, Peter Heller, Alexander Wendt, Ferdinand Knauß, Christian Rieck, der FDP-Politiker Frank Schäffler, Hubertus Knabe, Ronald G. Asch, Alexander Wallasch, Boris Reitschuster, Klaus-Rüdiger Mai und Bernd Zeller. 2020 verfasste der stellvertretende CDU/CSU-Fraktionsvorsitzende Arnold Vaatz einen Gastbeitrag.
Redaktionsleiter ist sein Internet-Kolumnist Stephan Paetow, früher Vize-Chefredakteur beim Focus.

## Reichweite, Ausgaben und Auflage
Tichys Einblick zählt laut eigenen Angaben über 7,5 Millionen Klicks von rund 650.000 verschiedenen Nutzern pro Monat auf der eigenen Website. Im Vergleich mit anderen Online-Ausgaben deutscher Zeitungen befand sich Tichys Einblick im Februar 2019 damit auf Platz 39.
Seit Oktober 2016 erscheint monatlich ein Heft mit rund 100 Seiten. Das Heft startete mit einer Auflage von 70.000 Exemplaren und ist im Abonnement und im Einzelverkauf erhältlich. Die verkaufte Auflage des Magazins betrug im 3. Quartal 2020 laut IVW 21.748 Stück, 27,9 Prozent mehr im Vergleich zum Vorjahresquartal. Das Magazin erscheint zunächst im Finanzen Verlag, der unter anderem auch die Zeitschriften Euro und Börse Online verlegt. Seit 2022 verlegt die Holderstock Media GmbH das Magazin.

## Rezeption

### Einordnung durch andere Journalisten
Sumi Somaskanda ordnete im Frühjahr 2017 Tichys Einblick in der Zeitschrift Internationale Politik unter den „rechtsgerichteten ‚Anti-Establishment‘-Medien“ ein.
Das Medienmagazin Meedia schrieb 2016: „Kritiker sehen den Einblick eher am Rande zum Rechtspopulismus.“ Andererseits warnte Franz Sommerfeld 2018 im selben Medium auch vor dieser simplen Zuschreibung als einem „flotten Etikett“. Michalis Pantelouris attestierte 2016 auf der Medienplattform Übermedien, dass Tichys Einblick in seiner „Selbstwahrnehmung [nachdenklich konservativ sei, jedoch] nicht in der Lage [sei], Argumente zu hören, sondern […] in blanker, beleidigter Feindseligkeit jeden anders Argumentierenden zum Idioten [stempele]. Das [sei] auch ein Zeichen, dass die ‚Aktiven und Nachdenklichen‘ die Aufkündigung der Regeln des friedlichen Zusammenlebens, die sie anderen vorwerfen, selbst betreiben.“
In der Frankfurter Allgemeinen Zeitung bemerkte 2014 der Journalist Thiemo Heeg, dass man sich auf Tichys Einblick insbesondere extrem kontroversen Themen widme. Der Journalist Johannes Boie nannte Tichys Einblick 2016 in der Süddeutschen Zeitung „die konservative Alternative“ und bescheinigte dem Magazin, eine Marktlücke zu besetzen, die im Wesentlichen der Meinung folge, „nicht Teile der Gesellschaft rücken nach rechts, sondern Politik und Medien rücken ständig nach links“. Es bestehe „zu fünf Prozent aus Pegida, aus ein wenig Verständnis für die AfD, gemischt mit unendlicher Enttäuschung über die CDU und Angela Merkel, vor allem aber aus journalistischem Ehrgeiz und Mut“. Der Welt-Chefredakteur Ulf Poschardt merkte 2016 zum Anspruch von Tichys Einblick als „liberal-konservative Meinungsseite“ an, dass „bei einigen seiner Autoren […] manchmal nicht klar [sei], ob es liberale Konservative, konservative Liberale sind oder nichts von beidem“.
Daniel Bax bezeichnete Tichys Einblick 2018 als „von der Tendenz her eher rechtspopulistisch und nationalkonservativ“ und rechnete das Medium zum Vorfeld der Alternative für Deutschland (AfD). Tim Wolff notierte 2015 in einer Blattkritik, dass „liberal“ auf Tichys Einblick vor allem wirtschaftsliberal bedeute. Ansonsten würden Kopp-Verlag, Die-Welt-Onlineforen und besorgtbürgerliche Facebook-Gruppen „das Gleiche weniger verschwiemelt und amüsanter liefern“.
Der britische Guardian bemerkte 2016 im Zusammenhang mit dem beabsichtigten Start von Breitbart News Network im deutschsprachigen Raum, der Markt für rechtsgerichtete Medien sei dort bereits durch Junge Freiheit, Compact, Politically Incorrect und Tichys Einblick besetzt. Der Journalist Cordt Schnibben nannte die Online-Zeitung in einem Spiegel-Leitartikel in einer Reihe mit „Salonhetzern“ von „Pegida und der AfD über die CSU“ bis zur „‚FAZ‘, der ‚Welt‘ und ‚Cicero‘“. Schnibben sah Tichys Einblick dabei als „nationalkonservativen Blog“. Detlef Esslinger schrieb 2018 in der Süddeutschen, dass sich mit der Eigenangabe liberal-konservativ tatsächliche liberal-konservative Personen kaum wohl fühlen könnten, tatsächlich gelänge es nicht, „diesseits der Grenze des Rechtspopulismus zu bleiben“. Das Magazin, so Benjamin Reuter 2020 im Tagesspiegel, sei „so etwas wie das Zentralorgan der Wutbürger, die sich noch eine demokratische Fassade erhalten wollen“. Viele Inhalte seien „nah am Rechtspopulismus“, manche „auch schon jenseits dessen“. Der Journalist Hans Demmel äußerte 2021, der Tonfall des Blogs habe sich „über die Jahre deutlich verschärft. Die klaren Feindbilder: die Bundeskanzlerin und die Bundesregierung“. Politiker wie Thilo Sarrazin und Hans-Georg Maaßen würden „nahezu kritiklos hochgejubelt“; so treffe er „anscheinend den Lesegeschmack einer verunsicherten, migrations- und europaskeptischen Leserschaft“. In der Journalistik argumentiert der Medienethiker Luis Paulitsch bei Medienprojekten wie Tichys Einblick, eXXpress und Nius für die Einordnung als „rechtskonservative ‚Alternativmedien‘“.
Sebastian Haupt zählt Tichys Einblick zu den „oft einem rechtskonservativen bis rechtspopulistischen Meinungsspektrum“ angehörenden Alternativmedien, die die Positionen von Klimawandelleugnern verbreiten und dabei wie Zitierkartelle immer wieder auf sich gegenseitig querverweisen. Auch der Klimaforscher Stefan Rahmstorf zählt Tichys Einblick zu den klimaskeptischen Medien, die „immer wieder Zweifel an fundierter Klimawissenschaft“ streuten. Die FAZ beschrieb die Webseite als „umstrittenes klimawandelskeptisches Magazin“.

### „Neurechte Plattform“ als „substanzarme Meinungsäußerung“
Tichy unterlag im Februar 2020 am Stuttgarter Landgericht in einem Verfügungsverfahren gegen die Grünen-Politikerin Claudia Roth. Diese hatte in einem Interview mit der Augsburger Allgemeinen sein Magazin als „neurechte Plattform“ bezeichnet, „deren Geschäftsmodell auf Hetze und Falschbehauptungen beruht“. Die Zivilkammer bezeichnete dies als „substanzarme Meinungsäußerung“, Tichy müsse sich „als Akteur der öffentlichen Meinungsbildung auch überspitzte Äußerungen wie die von Roth gefallen lassen“. Im Berufungsverfahren bestätigten die Richter am Oberlandesgericht das Urteil des Landgerichts im Juni 2020. Die Äußerung Roths stelle „insgesamt eine Meinungsäußerung“ dar, die „von den Elementen der Stellungnahme, des Dafürhaltens und des Meinens der Beklagten geprägt sei“.

## Kontroversen

### Pathologisierung des politischen Gegners
Nachdem im Januar 2017 der Gastautor Jürgen Fritz in einem Beitrag der Online-Ausgabe „grün-linke Gutmenschen“ als „geistig psychisch krank“ bezeichnet hatte, gab es gegen diese Pathologisierung des politischen Gegners in erheblichem Umfang Proteste. Roland Tichy bat um Entschuldigung für die Formulierung seines Gastes und trat unter dem Eindruck von Ankündigungen in den sozialen Netzwerken, XING-Mitgliedschaften zu kündigen, von seiner Funktion als Herausgeber des Nachrichtenteils des Business-Netzwerks zurück.

### Seenotrettung
Im Juli 2018 verbreitete Tomas Spahn in Tichys Einblick nach Angaben von Stefan Niggemeier (Übermedien) die Falschmeldung, der Generalbundesanwalt ermittele gegen deutsche Seenothelfer-Organisationen wegen Bildung einer kriminellen Vereinigung, nachdem er auf mehrfache diesbezügliche Anfragen bei der Bundesanwaltschaft keine Antwort erhalten hatte.
Im August 2018 schlussfolgerte Alexander Wallasch in einem Beitrag unter Berufung auf angebliche Informationen des UNHCR und der IOM, dass nach der erzwungenen Einstellung der Seenotrettung durch private Hilfsorganisationen im Mittelmeer die Zahl der ertrunkenen Flüchtlinge zurückgegangen sei: „Es geht um Schuld. Um einen ungeheuren Vorwurf, der sich jetzt leider bewahrheiten könnte: Weniger NGO-Tätigkeiten, weniger Tote auf dem Mittelmeer.“ Tatsächlich meldete der UNHCR, dass die Zahl der Toten im Mittelmeer bis Juli die Marke von 1500 überschritten habe. Im Medienmagazin Meedia erhob daraufhin Stefan Winterbauer den Vorwurf, dass „Tichys Einblick mit einer abstrusen Zahl über ertrunkene Flüchtlinge Stimmung macht“.

### Nähe des RND zur SPD
Anfang 2019 veröffentlichte Tichy in seinem Magazin einen Artikel, der sich mit dem Redaktionsnetzwerk Deutschland beschäftigte, das zur Mediengruppe Verlagsgesellschaft Madsack gehört, an der die SPD-eigene Medienholding ddvg zu rund 23,1 % beteiligt ist. Dass diese Beteiligung „heimlich“ sei, wie Tichy schrieb, ist nach Ansicht von Stefan Winterbauer (Meedia) unzutreffend, da diese Medienholding in der Vergangenheit immer wieder Gegenstand kritischer Berichterstattung gewesen sei. Gegen die Behauptung Tichys, die SPD bestimme den Inhalt der RND-Berichterstattung und die Medien des Unternehmens seien „SPD-Medien“, wehrte sich Madsack mittels eines Unterlassungsschreibens. Tichy versah daraufhin den Text mit dem Hinweis, dass dieser bis zu einer bestimmten Frist gelöscht werde, da man aufgrund unzureichender eigener Ressourcen keine presserechtlichen Auseinandersetzungen führen könne, schrieb aber gleichzeitig, Pressefreiheit sei „die Freiheit sehr reicher Organisationen und Personen“ und dass bestimmte „Tatsachen“ nicht mehr geschrieben werden dürften. Dieser Verweis auf „Tatsachen“, die Tichy in der abgegebenen Unterlassung nicht weiter zu verbreiten erklärt hatte, sorgte laut Meedia-Informationen für ein weiteres Unterlassungsschreiben, dem Tichy ebenfalls stattgab. Auf der Website veröffentlichte er anschließend einen Spendenaufruf, da eine „mächtige Organisation, die wir hier nicht nennen dürfen unter dem Risiko hoher Geldleistungen“, Tichys Einblick gezwungen habe, „Artikel, Tweets und Facebook-Eintragungen zu löschen. Ihr medialer Einfluß soll nicht sichtbar werden“. Der Medienwissenschaftler Stefan Niggemeier äußerte zu den Zensurvorwürfen Tichys, dieser gehe „einer juristischen Auseinandersetzung aus dem Weg, die eine Grenze ziehen könnte zwischen zulässiger Kritik und unzulässiger Verleumdung – und kann so die Illusion aufrechterhalten, es gebe eine solche Grenze gar nicht.“ Dann aber gebe er kampflos auf, so Niggemeier, um sich als Kämpfer präsentieren zu können.

### Sexistische Aussagen über Sawsan Chebli
Nachdem im September 2020 Tichy in seinem Monatsmagazin einen Beitrag von Stephan Paetow mit sexistischen Aussagen über die Berliner SPD-Staatssekretärin Sawsan Chebli veröffentlichte, verließ Digitalisierungsministerin Dorothee Bär (CSU) die seit 2015 unter Tichys Vorsitz stehende Ludwig-Erhard-Stiftung und erklärte dazu: „Sofern die Stiftung einen Vorsitzenden hat, unter dessen Federführung solche Texte veröffentlicht werden, kann und will ich sie nicht weiter unterstützen. Es zeigt eine gesellschaftspolitische Geisteshaltung, die ich nicht akzeptiere.“ Nach dem Austritt Bärs hatten auch Bundesgesundheitsminister Jens Spahn und der Stellvertretende Vorsitzende der CDU/CSU-Bundestagsfraktion Carsten Linnemann erklärt, ihre Mitgliedschaft in der Stiftung ruhen zu lassen. Stiftungs-Mitglied Jens Weidmann kritisierte in einem Brief an die anderen Mitglieder der Stiftung, in Tichys Magazin sei es „wiederholt zu beleidigenden und verletzenden Äußerungen gekommen, die sich mit den Idealen der Stiftung nicht vertragen und eine negative öffentliche Berichterstattung über die Stiftung ausgelöst haben“. Tichy kündigte daraufhin an, sich nicht der Wiederwahl Ende Oktober zu stellen. Nach Angaben des Stiftungsvorstands wollen dies auch der stellvertretende Vorsitzende Oswald Metzger sowie der Schatzmeister Alexander Tesche tun. Kurz danach schrieb der Betriebsrat des Finanzen Verlags einen Brief an Verlagschef Frank-Bernhard Werner, da die Belegschaft um den Ruf der Firma durch deren Beteiligung an Tichys Einblick fürchtete. Werner begründete diese alleine mit finanziellen Interessen, kündigte aber an, dass man zukünftig noch aufmerksamer sein werde, um Aussagen  „mit sexistischer oder rassistischer Konnotation“  zu vermeiden.
Im Oktober 2020 erwirkte Chebli  wegen der Äußerungen in Tichys Einblick über sie eine einstweilige Verfügung  gegen das Blatt. Anfang Januar 2022 wurde ein Urteil des Landgerichts Berlin bekannt, wonach Chebli 10.000 Euro Schmerzensgeld für die Äußerungen erhält, da diese die Menschenwürde und ihre Persönlichkeitsrechte verletzt haben.

### Muslime als angebliche „Islamisten“
Am 24. März 2021 veröffentlichte TE einen Beitrag, in dem der „Kreis der Düsseldorfer Muslime“ (KDDM) und dessen Vorsitzender in die Nähe von islamistischen Extremisten gerückt wurden. Der KDDM erwirkte beim Landgericht Frankfurt am Main eine einstweilige Verfügung, in der TE die entsprechenden Aussagen untersagt wurden.

### Manipulation eines Beitrages von Georg Gafron
Georg Gafron beendete im Mai 2022 nach zwei Jahren seine Tätigkeit für Tichys Einblick, nachdem dessen Redaktion einen von ihm verfassten positiven Artikel über die Russlandpolitik von Außenministerin Annalena Baerbock ohne seine Zustimmung in einer ins Negative umgeschriebenen Form veröffentlicht hatte. Nachdem Jan Fleischhauer die Manipulation öffentlich gemacht hatte, entfernte die TE-Redaktion Gafrons Namen als angeblicher Autor und rechtfertigte die Eingriffe mit angeblichen „Ungenauigkeiten in der Sachdarstellung, fehlendem Kontext und holpriger Sprache.“ Gafron wollte als Autor nicht mehr genannt werden.

### Konflikte mit Correctiv

#### Klimawandel
Im Mai 2020 gewann Tichys Einblick einen Rechtsstreit gegen die Rechercheplattform Correctiv und Facebook. Correctiv hatte im Auftrag von Facebook einen Bericht von „Tichys Einblick“ über einen offenen Brief zum Klimawandel, der auf Facebook verlinkt war, als „teils falsch“ gekennzeichnet, was jedoch auf den Wortlaut des Briefes bezogen war. Das Landgericht Mannheim erklärte dies zunächst für zulässig. Das Oberlandesgericht Karlsruhe urteilte dagegen, die Kennzeichnung sei „missverständlich“ und daher unzulässig, da sie nahelege, der Bericht von Tichys Einblick selbst sei fehlerhaft. Das Gericht betonte, dass in dem Berufungsverfahren nicht über „die Rechtmäßigkeit von Faktenprüfungen auf Facebook im Allgemeinen“ entschieden wurde.

#### COVID-19
Laut dem Faktencheckportal Correctiv wurden auf der TE-Webseite unbelegte Aussagen zu dem Migrationshintergrund von COVID-19-Intensivpatienten gemacht und irreführende Zahlen zu der Suizidrate von Menschen in Berlin seit Beginn der Corona-Maßnahmen verbreitet.

#### Potsdamer Treffen
Tichy behauptete Ende Januar 2024 auf der Plattform X (vormals Twitter), es gebe eine „offizielle Bestätigung“ dafür, dass der Verfassungsschutz das Treffen von Rechtsextremisten in Potsdam 2023 „abgehört und womöglich an Correctiv weitergegeben“ habe. Die Investigativplattform Correctiv hatte das Treffen öffentlich gemacht, auf dem Vorträge zu möglichen Remigrationsverfahren für illegal in Deutschland lebende Migranten gehalten wurden.  Im von Tichy verlinkten TE-Artikel fehlte jedoch die angebliche „Bestätigung“, angeboten wurden nur auf Indizien gestützte Vermutungen. Das Bundesamt für Verfassungsschutz wies Tichys Unterstellung zurück.